# Bistum Prince George
Das Bistum Prince George (lateinisch Dioecesis Principis Georgensis, englisch Diocese of Prince George) ist ein römisch-katholisches Bistum in Prince George in British Columbia in Kanada.
Das Bistum wurde zunächst am 14. Januar 1944 als Apostolisches Vikariat von Prince Rupert, als Abspaltung des Bistums Whitehorse gegründet und am 13. Juli 1967 zum eigenständigen Bistum erhoben, das dem Erzbistum Vancouver als Suffraganbistum zugeordnet wurde.
Bis zum Jahr 2012 gehörten alle Bischöfe dem Orden der Oblaten der Unbefleckten Jungfrau Maria (OMI) an.

## Bischöfe
- 1944–1945 Émile-Marie Bunoz OMI
- 1945–1955 Anthony Jordan OMI, später Koadjutorerzbischof von Edmonton
- 1955–1986 John Fergus O’Grady OMI
- 1986–1991 Hubert Patrick O’Connor OMI
- 1992–2012 Gerald William Wiesner OMI
- 2012–0000 Stephen Arthur Jensen